# فرانك بيرنبوم
فرانك بيرنبوم (بالإنجليزية: Frank Birnbaum)‏ هو ملحن أمريكي، ولد في 1922، وتوفي في 2005.